# Saison 4 de Stargate SG-1
Chronologie
Saison 3 Saison 5
Cet article présente le guide des épisodes de la quatrième saison de la série télévisée Stargate SG-1. Elle est diffusée aux États-Unis du 30 juin 2000 au 23 février 2001 sur Showtime et en France du 30 mars 2001 au 29 juin 2001 sur M6.

## Distribution
- Richard Dean Anderson : Colonel Jack O'Neill
- Michael Shanks : Dr Daniel Jackson
- Amanda Tapping : Major Samantha Carter
- Christopher Judge : Teal'c
- Don S. Davis : Major-Général George Hammond

## Épisodes

### Épisode 1:Victoires illusoires
- États-Unis : 30 juin 2000

- Colin Cunningham (Major Paul Davis)
- Gary Jones (Sergent Walter Harriman)
- Teryl Rothery (Dr Janet Fraiser)
- Paul Wu (Alex Baker)
- Dmitry Chepovetsky (Sous-marinier Boris)
- Yurij Kis (Sous-marinier Yuri)[3]

Un des Réplicateurs a survécu au crash du vaisseau Asgard dans l'océan et a trouvé refuge à bord d'un sous-marin russe. Il commence à se répliquer et met en péril l'avenir de l'humanité. L'équipe SG-1 est envoyée pour mettre un terme à cette situation. Entretemps, Thor débarque au SGC et demande l'aide de la Terre car leur guerre contre les Réplicateurs tourne mal et ils ont pu constater avec étonnement l'efficacité des armes et de la stratégie archaïques du SGC contre l'une des races les plus avancées de la Galaxie...

### Épisode 2:L'Autre Côté
- États-Unis : 7 juillet 2000

- Rene Auberjonois (Alar)
- Anne Marie Loder (Farell)
- Gary Jones (Sergent Walter Harriman)
- Dan Shea (Sergent Sylvester Siler)

### Épisode 3:Expérimentation hasardeuse
- États-Unis : 14 juillet 2000

- Vanessa Angel (Anise / Freya)
- Teryl Rothery (Dr Janet Fraiser)

### Épisode 4:Destins croisés
- États-Unis : 21 juillet 2000

- Vanessa Angel (Anise / Freya)
- Peter Wingfield (Hebron / Tanith)
- Musetta Vander (Shan'auc)
- Gary Jones (Sergent Walter Harriman)
- Teryl Rothery (Dr Janet Fraiser)

### Épisode 5:Diviser pour conquérir
- États-Unis : 28 juillet 2000

- Vanessa Angel (Anise / Freya)
- JR Bourne (Martouf)
- Kirsten Robek (Lieutenant Louise Astor)
- Andrew Jackson (Conseiller Suprême Per'sus)
- Phillip Mitchell (Major Thomas Graham)
- Teryl Rothery (Dr Janet Fraiser)

### Épisode 6:L'Histoire sans fin
- États-Unis : 4 août 2000

- Robin Mossley (Malikai)
- Teryl Rothery (Dr Janet Fraiser)

### Épisode 7:Eaux troubles
- États-Unis : 11 août 2000

- Marina Sirtis (Dr Svetlana Markov)
- Tom McBeath (Colonel Harry Maybourne)
- Gary Jones (Sergent Walter Harriman)

### Épisode 8:Primitifs
- États-Unis : 18 août 2000

- Dion Johnstone (Chaka)
- Jason Schombing (Dr Robert Rothman)
- Vincent Hammond (Chef de meute Unas)
- Gary Jones (Sergent Walter Harriman)
- Barry Levy (Major Gil Hawkins)
- Rob Lee (Major Ben Pierce)

### Épisode 9:Terre brûlée
- États-Unis : 25 août 2000

- Brian Markinson (Lotan)
- Marilyn Norry (Hedrazar)

### Épisode 10:Sous la glace
- États-Unis : 1er septembre 2000

- Alison Matthews (Brenna)
- Kim Hawthorne (Kegan)
- Laurie Murdoch (Administrateur Calder)
- Gary Jones (Sergent Walter Harriman)
- Teryl Rothery (Dr Janet Fraiser)

- Dans cet épisode O'Neill fait allusion à Homer de la série Les Simpsons en disant: « Un homme. Il est chauve et porte une chemise à manches courtes. Je crois qu'il s'appelle Homer. »

### Épisode 11:Point de non-retour
- États-Unis : 8 septembre 2000

- Willie Garson (Martin Lloyd)
- Robert Lewis (Dr Peter Tanner)
- Matthew Bennett (Ted)
- Teryl Rothery (Dr Janet Fraiser)

### Épisode 12:Perdus dans l'espace
- États-Unis : 15 septembre 2000

- Carmen Argenziano (Général Jacob Carter/Selmak)
- Colin Cunningham (Major Paul Davis)
- Steven Williams (Lieutenant-Général Maurice Vidrine)

### Épisode 13:La Malédiction
- États-Unis : 22 septembre 2000

- Anna-Louise Plowman (Dr Sarah Gardner/Osiris)
- Ben Bass (Dr Steven Rayner)
- Teryl Rothery (Dr Janet Fraiser)

### Épisode 14:Le Venin du serpent
- États-Unis : 29 septembre 2000

- Carmen Argenziano (Général Jacob Carter/Selmak)
- Obi Ndefo (Rak'nor)
- Paul Koslo (Terok)
- Peter Williams (Apophis)
- Douglas H. Arthurs (Heru'ur)

### Épisode 15:Réaction en chaîne
- États-Unis : 5 janvier 2001

- Lawrence Dane (Major-Général Henry Bauer)
- Tom McBeath (Colonel Harry Maybourne)
- Gary Jones (Sergent Walter Harriman)
- Ronny Cox (Sénateur Robert Kinsey)

### Épisode 16:2010
- États-Unis : 12 janvier 2001

- Christopher Cousins (Ambassadeur Joseph Faxon)
- Dion Luther (Mollem)
- Gary Jones (Sergent Walter Harriman)
- Ronny Cox (Président Robert Kinsey)
- Teryl Rothery (Dr Janet Fraiser)

### Épisode 17:Pouvoir absolu
- États-Unis : 19 janvier 2001

- Lane Gates (Shifu)
- Peter Williams (Apophis)
- Colin Cunningham (Major Paul Davis)
- Gary Jones (Sergent Walter Harriman)
- William de Vry (Aldwin)
- Erick Avari (Kasuf)
- Teryl Rothery (Dr Janet Fraiser)
- Steven Williams (Général Maurice Vidrine, Chef d'État-Major des armées)

### Épisode 18:La Lumière
- États-Unis : 26 janvier 2001

- Kristian Ayre (Loran)
- Gary Jones (Sergent Walter Harriman)
- Teryl Rothery (Dr Janet Fraiser)
- Link Baker (Lieutenant Dean Barber)

### Épisode 19:Prodige
- États-Unis : 2 février 2001

Peter DeLuise
- Adaptation : Joseph Mallozzi et Paul Mullie

- Général Michael E. Ryan (en) (Lui-même)
- Elisabeth Rosen (Cadet Jennifer Hailey)
- Bill Dow (Dr Bill Lee)
- Hrothgar Mathews (Dr Hamilton)
- Michael Kopsa (Brigadier-Général Michael Kerrigan)

### Épisode 20:Entité
- États-Unis : 9 février 2001

- Gary Jones (Sergent Walter Harriman)
- Teryl Rothery (Dr Janet Fraiser)
- Dan Shea (Sergent Siler)

### Épisode 21:Répliques
- États-Unis : 16 février 2001

- Belinda Waymouth (Ja'din)
- Jay Brazeau (Harlan)
- Ron Halder (Cronos)
- Matthew Harrison (Darien)
- Bill Croft (Sindar)

### Épisode 22:Exode (1/3)
- États-Unis : 23 février 2001

- Carmen Argenziano (Général Jacob Carter/Selmak)
- Peter Wingfield (Tanith)
- Peter Williams (Apophis)